# 苏州大学阳澄湖校区
苏州大学阳澄湖校区，是苏州大学组成校区之一，位于中国江苏省苏州市相城区济学路8号。

## 历史
2012年2月29日，根据江苏《省政府关于同意南京铁道职业技术学院苏州校区并入苏州大学的批复》（苏政复（2012］11号）、江苏省教育厅《关于南京铁道职业技术学院苏州校区并入苏州大学的通知》（苏教发［2012］11号），省教育厅正式宣布“南京铁道职业技术学院苏州校区整体并入苏州大学。此校区更名为苏州大学阳澄湖校区。